# Mistrovství světa v judu 2019
Mistrovství světa ve váhových kategoriích v judu proběhlo ve víceúčelové hale Nippon Budókan v Tokiu, Japonsko ve dnech 25. srpna až 1. září 2019. Po skončení turnaje soutěže pokračovaly v mistrovství světa týmů.

## Informace a program turnaje
- seznam účastníků

- neděle – 25. srpna 2019 – superlehká váha (−60 kg, −48 kg)
- pondělí – 26. srpna 2019 – pololehká váha (−66 kg, −52 kg)
- úterý – 27. srpna 2019 – lehká váha (−73 kg, −57 kg)
- středa – 28. srpna 2019 – polostřední váha (−81 kg, −63 kg)
- čtvrtek – 29. srpna 2019 – střední váha (−90 kg, −70 kg)
- pátek – 30. srpna 2019 – polotěžká váha (−78 kg, −100 kg)
- sobota – 31. srpna 2019 – těžká váha (+100 kg, +78 kg)
- neděle – 1. září 2019 – soutěž týmů

## Česká stopa
podrobně zde
- −60 kg - David Pulkrábek (JC Plzeň)
- −66 kg - Pavel Petřikov ml. (JC Hradec Králové)
- −73 kg - Jakub Ječmínek (USK Praha)
- −90 kg - David Klammert (JC Olomouc)
- −90 kg - Jiří Petr (Judo SKKP Brno)
- +100 kg - Lukáš Krpálek (USK Praha)

- −78 kg - Markéta Paulusová (JC Plzeň)

## Výsledky

### Muži
| Kategorie | Podrobně | Zlato                    | Stříbro                       | Bronz                        | Bronz                  |
| --------- | -------- | ------------------------ | ----------------------------- | ---------------------------- | ---------------------- |
| −60 kg    | podrobně | Luchum Čchvimijani (GEO) | Sharofiddin Lutfullayev (UZB) | Rjúdžu Nagajama (JPN)        | Eldos Smetov (KAZ)     |
| −66 kg    | podrobně | Džóširó Marujama (JPN)   | Kim Im-hwan (KOR)             | Hifumi Abe (JPN)             | Denis Vieru (MDA)      |
| −73 kg    | podrobně | Šóhei Óno (JPN)          | Rustam Orudžov (AZE)          | Hidajat Hejdarov (AZE)       | Děnis Jarcev (RUS)     |
| −81 kg    | podrobně | Sagi Muki (ISR)          | Matthias Casse (BEL)          | Antoine Valois-Fortier (CAN) | Luka Majisuradze (GEO) |
| −90 kg    | podrobně | Noël van 't End (NED)    | Šóičiró Mukai (JPN)           | Axel Clerget (FRA)           | Nemanja Majdov (SRB)   |
| −100 kg   | podrobně | Jorge Fonseca (POR)      | Nijaz Iljasov (RUS)           | Michael Korrel (NED)         | Aaron Wolf (JPN)       |
| +100 kg   | podrobně | Lukáš Krpálek (CZE)      | Hisajoši Harasawa (JPN)       | Kim Min-čong (KOR)           | Roy Meyer (NED)        |

### Ženy
| Kategorie | Podrobně | Zlato                        | Stříbro                   | Bronz                      | Bronz                     |
| --------- | -------- | ---------------------------- | ------------------------- | -------------------------- | ------------------------- |
| −48 kg    | podrobně | Darija Bilodidová (UKR)      | Funa Tonakiová (JPN)      | Mönchbatyn Uranceceg (MGL) | Distria Krasniqiová (KOS) |
| −52 kg    | podrobně | Uta Abeová (JPN)             | Natalja Kuzjutinová (RUS) | Majlinda Kelmendiová (KOS) | Ai Šišimeová (JPN)        |
| −57 kg    | podrobně | Christa Degučiová (CAN)      | Cukasa Jošidaová (JPN)    | Julia Kowalczyková (POL)   | Rafaela Silvaová (BRA)    |
| −63 kg    | podrobně | Clarisse Agbegnenouová (FRA) | Miku Taširová (JPN)       | Juul Franssenová (NED)     | Martyna Trajdosová (GER)  |
| −70 kg    | podrobně | Marie-Eve Gahiéová (FRA)     | Bárbara Timová (POR)      | Sally Conwayová (GBR)      | Margaux Pinotová (FRA)    |
| −78 kg    | podrobně | Madeleine Malongaová (FRA)   | Šóri Hamadaová (JPN)      | Mayra Aguiarová (BRA)      | Loriana Kukaová (KOS)     |
| +78 kg    | podrobně | Akira Soneová (JPN)          | Idalis Ortízová (CUB)     | Kayra Sayitová (TUR)       | Sarah Asahinaová (JPN)    |